# 岡田吉利
岡田 吉利（おかだ よしとし、明和2年（1765年） - 文政3年8月15日（1820年9月21日））は、日本の剣客。神道無念流・撃剣館主。通称は十松。子に岡田吉貞、岡田利章。
武蔵国埼玉郡砂山村の農民、岡田又十郎の次男として生まれ、15歳で志多見の松村源六郎に師事し頭角を現した。江戸に移り、麹町の戸賀崎暉芳に入門すると、22歳には印可され武者修行で剣名を上げた。
1783年、牛込行元寺で大橋富吉の親の仇討ちに吉利は戸賀崎門弟として加勢した。1795年、師の道場を継いだが、門弟が増え、神田に移り撃剣館を開いた。門人は藤田東湖、江川英龍、豊田天功、鈴木重明や斎藤善道、秋山要助、宮本佐一郎、永井軍太郎、金子健四郎、佐藤万次郎がいる。吉利以後は、子・岡田吉貞が継いだ。